# طرح أسهم أرامكو للاكتتاب العام
طرح أسهم أرامكو للاكتتاب العام (ويعرف أيضًا باسم اكتتاب أرامكو أو طرح أرامكو للاكتتاب)؛ هي خطة اقتصادية كشف عنها ولي العهد السعودي محمد بن سلمان آل سعود في 4 يناير 2016، ووعد بتنفيذها كجزء من مشروع إصلاح اقتصادي شامل تقدّم بهِ وعُرِف باسم رؤية السعودية 2030، بهدف استحداث أسلوب الإدارة ونظام التدقيق الغربي في أرامكو السعودية الموصوفة بأنها «عملاق النفط العالمية»، وتحويل الاقتصاد السعودي القائم على النفط ليصبح اقتصادًا مُتنوعًا وعالميًّا. في 17 نوفمبر 2019، طرحت شركة أرامكو جزءًا بلغ 1.5% من إجمالي أسهم الشركة للتداول العام، وخصّصت فيها فترة الاكتتاب ما بين 28-17 نوفمبر 2019، لفئة للأفراد، بينما مدّت فترة فئة الشركات إلى 4 ديسمبر 2019. ومع انتهاء فترة الاكتتاب، أصبح اكتتاب أرامكو، أكبر طرح أولي عام في التاريخ، حيث جمع أكثر من 96 مليار ريال سعودي ما يعادل 25.6 مليار دولار أمريكي، مُتجاوزًا الرقم القياسي المُسجّل في عام 2014 لشركة علي بابا الصينية البالغ حينها 25 مليار دولار. وقد حُدّد سعر السهم الواحد - قبل التداول - بقيمة 32 ريالًا سعوديًّا، وحُدّد تاريخ 11 ديسمبر 2019، لانطلاق تداول أسهم أرامكو في السوق المالية السعودية.
في 11 ديسمبر، بعد أن قُرع الجرس إيذانًا ببدء التداول، وصلت القيمة السوقية لشركة أرامكو إلى 1.88 تريليون دولار أمريكي، لتزيح بذلك شركة أبل - البالغة قيمتها 1.2 تريليون دولار - من عرش أكبر الشركات من حيث القيمة في العالم. وقد ارتفع سعر أرامكو بنسبة 10% عند بدء تداوله ليصل إلى 35 ريالًا سعوديًّا. كل هذا دفع بالسوق المالية السعودية لتُعزّز موقعها بين الأسواق المالية العالمية لتصبح تاسع أكبر سوق مالية في العالم، ما جعلها تقترب من حجم البورصتين الألمانية والكندية، ومتجاوزة البورصة الهندية.
وفي 12 ديسمبر 2019، مع ارتفاع أسهم أرامكو بنسبة 10% ليصل إلى 38.70 ريال سعودي (10.32 دولار)، وصلت قيمة شركة أرامكو إلى تريليوني دولار أمريكي، ما جعلها أوّل شركة في التاريخ تكسر هذا الحاجز، وهي قيمة لطالما سعى محمد بن سلمان إلى التأكيد عليها منذ سنوات.

## خلفية
في 4 يناير 2016 كشف ولي العهد السعودي محمد بن سلمان آل سعود لمجلة ذي إيكونوميست البريطانية، عن مقترح طرح نسبة من أسهم شركة أرامكو، ووعد بتنفيذه كجزء من مشروع إصلاح اقتصادي شامل تقدّم بهِ وعُرِف باسم رؤية السعودية 2030، بهدف استحداث أسلوب الإدارة ونظام التدقيق الغربي في أرامكو السعودية الموصوفة بأنها «عملاق النفط العالمية»، وتحويل الاقتصاد السعودي القائم على النفط ليصبح اقتصادًا مُتنوعًا وعالميًّا، إضافة إلى توفير سيولة مالية تساهم في الحد من العجز في ميزانية السعودية. وحُدِّدت النسبة المتوقع طرحها للاكتتاب بسقف لا يتجاوز خمسة في المائة من أسهم شركة أرامكو. وحسب التقييم الأولي، حدّد الخبراء قيمة الشركة السوقية إثر الاكتتاب - الذي وُصِفَ بالأعظم في التاريخ نظرًا إلى حجم الشركة - ما بين 1.6 و1.71 ترليون دولار، وتوقعوا أن تصل إلى تريليوني دولار أمريكي عند إدراجها في مؤشرات الأسهم العالمية،
وكشف محمد بن سلمان أن صندوق الاستثمارات العامة هو من سيدير عملية الاكتتاب، التي من المرجّح أن تكون في سوق الأوراق المالية السعودي في الرياض، أو أحد المراكز المالية الدولية الرائدة في العالم. وكان الرئيس الأمريكي ترمب حثّ ولي العهد السعودي على أن يختار بورصة نيويورك منصة للاكتتاب والتداول، فيما تشير تصريحات المسؤولين السعوديين أن بورصة لندن هي الأقرب.

## تسلسل زمني
كان من المتوقّع أن يبدأ الاكتتاب الأوّلي في النصف الثاني من العام 2018، لكنَّ تقريرًا نُشِر على موقع وكالة رويترز للأنباء في 22 أغسطس 2018، نُسِب إلى مصادر قيل أنّها سعودية، رجّح وقف خطة طرح أرامكو، وهو ما نفته وزارة الطاقة السعودية بعد ساعات، غير أن وزير الطاقة السعودي خالد الفالح كشف عن تأجيل الطرح إلى أجل غير مُسمّى، إذ أكد في بيان الوزارة: «أن الحكومة لا تزال ملتزمة بالطرح الأولي العام لأرامكو السعودية، وفق الظروف الملائمة، وفي الوقت المناسب الذي تختاره الحكومة». في 3 نوفمبر 2019 أعلن رئيس مجلس إدارة أرامكو موافقة هيئة السوق المالية السعودية على الاكتتاب،

## الاكتتاب
وبعد تأجيل طرأ على الطرح أكثر من مرة، أعلنت شركة أرامكو في 17 نوفمبر 2019، طرح جزء من أسهمها للتداول العام، وحدّدت سقفًا أعلى لحجم الأسهم الأساسية التي ستُطرح للاكتتاب بمقدار 1.5% من إجمالي أسهم الشركة، وحدّدت فيها فترة الاكتتاب للمُكتتبين من فئات الأفراد والشركات ما بين 17 نوفمبر 2019 حتى 28 نوفمبر لفئة للأفراد، بينما مدّت فترة فئة الشركات إلى 4 ديسمبر 2019. وقُدّر النطاق السعري للسهم الواحد بين 30 ريالًا سعوديًا إلى 32 ريالًا سعوديًا، وكشفت الشركة بأنها ستعلن رسميًّا عن سعر طرح الأسهم النهائي في 5 ديسمبر.
قُسِّم المكتتبون إلى فئتين اثنين، ما بين شريحتي المؤسسات والأفراد، وقد بلغ عدد المُكتتبين من الأفراد خمسة ملايين مُكتتب (يمثلون حوالي 15٪ من إجمالي سكان السعودية)، بينما ضمت شريحة المؤسسات مستثمرين من السعودية، دول مجلس التعاون الخليجي إضافة إلى مستثمرين أجانب. وحسب التقارير الصادرة، باتت اكتتاب أرامكو أكبر طرح عام يشهده تاريخ الأسواق المالية في العالم، فقد تمت تغطية شريحة المؤسسات بواقع 6.2 مرّة بينما تمت تغطية شريحة الأفراد بواقع 1.5 مرة، وبالمُجمل جاءت نتائج الإقبال قياسية بنسبة تغطية 465 في المائة، أي ضعف المستهدف جمعه بواقع 4.6 مرّة، مُتقدّمًا على أكبر الطروحات الأولية التي شهدتها الأسواق العالمية، ما أشّر على ارتفاع الطلب على أسهم الشركة. وقد بلغت قيمة طلبات الاكتتاب ما يعادل 15٪ من الناتج المحلي الإجمالي للسعودية لعام 2018.

### أكبر طرح أولي عام في التاريخ
ومع انتهاء فترة الاكتتاب، الذي استهدف ما نسبته 1.5 في المائة فقط من رأسمال الشركة (3 مليارات سهم)؛ أصبح اكتتاب أرامكو، أكبر طرح أولي عام في التاريخ، حيث جمع أكثر من 96 مليار ريال سعودي ما يعادل 25.6 مليار دولار أمريكي، مُتجاوزًا الرقم القياسي المُسجّل في عام 2014 لشركة علي بابا الصينية البالغ حينها 25 مليار دولار، لتصبح مجموعة سوفت بنك في الترتيب الثالث بقائمة أكبر الطروحات على مستوى العالم، حيث جمعت أكثر من 21 مليار دولار في عام 2018. وقد نجح طرح أرامكو بجمع حوالي ضعفي إجمالي الأموال التي جُمِعت في كل الطروحات الأولية العامة في السوق المالية السعودية بين عامي 2013-2018 التي بلغت 13 مليار دولار أمريكي، وقد عادل قيمة أكبر ثماني عمليات اكتتاب مجتمعة في دول مجلس التعاون الخليجي البالغة 25.8 مليار دولار.
| قائمة أكبر الطروحات عبر التاريخ | قائمة أكبر الطروحات عبر التاريخ           | قائمة أكبر الطروحات عبر التاريخ | قائمة أكبر الطروحات عبر التاريخ |
| الترتيب                         | الشركة                                    | تاريخ الطرح                     | القيمة (مليار دولار أمريكي)     |
| ------------------------------- | ----------------------------------------- | ------------------------------- | ------------------------------- |
| 1                               | أرامكو السعودية                           | 2019                            | 25.6                            |
| 2                               | علي بابا                                  | 2014                            | 25                              |
| 3                               | مجموعة سوفت بنك                           | 2018                            | 21                              |
| 4                               | إي آي إي (بالإنجليزية: AIA Group Limited)‏ | 2010                            | 20                              |
| 5                               | فيزا                                      | 2008                            | 20                              |
| 6                               | جنرال موتورز                              | 2010                            | 18                              |
| 7                               | إنيل                                      | 2009                            | 17                              |
| 8                               | البنك الصناعي والتجاري الصيني             | 2006                            | 16                              |
| 9                               | إن تي تي دوكومو (بالإنجليزية: NTT Docomo)‏ | 1998                            | 16                              |
| 10                              | فيسبوك                                    | 2012                            | 16                              |

## التداول
في يوم الأربعاء 11 ديسمبر 2019، وعند انطلاق التداولات، ارتفع سعر سهم أرامكو بالنسبة القصوى وهي 10%، ليرتفع سعر السهم إلى 35.2 ريال مع تداول (27,037,885) سهم بقيمة تخطت (951) مليون ريال، فيما بلغ كمية الطلب أكثر من (204) مليون سهم، وذلك على سهم خلال الدقائق الأولى من تداولاته. ومع ارتفاع قيمة أرامكو السوقية إلى حوالي 1.88 تريليون دولار، تكون قد تخطت قيمة شركة أبل السوقية لتصبح الشركة الأكبر في العالم من حيث القيمة السوقية. كل هذا، دفع بالسوق المالية السعودية لتُعزّز موقعها بين الأسواق المالية العالمية لتصبح تاسع أكبر سوق مالية في العالم، ما جعلها تقترب من حجم البورصتين الألمانية والكندية، ومتجاوزة البورصة الهندية.
| قائمة أكبر الأسواق المالية العالمية | قائمة أكبر الأسواق المالية العالمية | قائمة أكبر الأسواق المالية العالمية | قائمة أكبر الأسواق المالية العالمية |
| الترتيب                             | السوق                               | الدولة                              | القيمة (تريليون دولار أمريكي)       |
| ----------------------------------- | ----------------------------------- | ----------------------------------- | ----------------------------------- |
| 1                                   | بورصة نيويورك                       | الولايات المتحدة                    | 22.9                                |
| 2                                   | بورصة نازداك                        | الولايات المتحدة                    | 10.8                                |
| 3                                   | بورصة طوكيو                         | اليابان                             | 5.67                                |
| 4                                   | بورصة شنغهاي                        | الصين                               | 4.02                                |
| 5                                   | بورصة هونغ كونغ                     | هونغ كونغ                           | 3.93                                |
| 6                                   | يورونكست                            | الاتحاد الأوروبي                    | 3.92                                |
| 7                                   | بورصة لندن                          | المملكة المتحدة                     | 3.76                                |
| 8                                   | بورصة شنتشن                         | الصين                               | 2.5                                 |
| 9                                   | السوق المالية السعودية (تداول)      | السعودية                            | 2.2                                 |
| 10                                  | بورصة تورونتو                       | كندا                                | 2.1                                 |